# Оупън 13
Оупън 13 (на английски: Open 13) е турнир по тенис за мъже, провеждан в средата на февруари в Марсилия, Франция. Срещите се играят на твърда настилка в марсилския Дворец на спорта. Турнирът е част от  от ATP Tour 250 на АТП. 13 е номерът на департамент Буш дю Рон, чиято столица е Марсилия. Играе се на закрити твърди кортове в Palais des sports de Marseille. Централният корт има капацитет от 5800 места. Турнирът е едно от четирите френски събития от сериите ATP Tour 250, заедно с Оупън Сюд дьо Франс, Мозел Оупън и Лион Оупън. 

## История
Турнирът е основан от бившия тенисист Жан Франсоа Кожол през 1993 г. Кожол е директор на турнира и до днес.
Рекордьори с по три титли са Марк Росе и Томас Енквист.
Роджър Федерер изигра първия си ATP финал на сингъл на този турнир през 2000 г., губейки от Марк Росе. Техният мач е първият изцяло швейцарски финал на ATP събитие.  Федерер спечели титлата през 2003 г. 
Други забележителни победители включват бивши играчи номер 1 в световната ранглиста и шампиони от Големия шлем Борис Бекер, Евгени Кафелников, Анди Мъри и Хуан Мартин дел Потро. Френските играчи са спечелили най-много титли на това събитие 9 на сингъл и 11 на двойки. 

## Финали

### Сингъл
| Година | Шампион               | Финалист           | Резултат                  |
| ------ | --------------------- | ------------------ | ------------------------- |
| 2025   | Юго Умбер             | Хамад Медиедович   | 7 – 6(7–4), 6 – 4         |
| 2024   | Юго Умбер             | Григор Димитров    | 6 – 4, 6 – 3              |
| 2023   | Хуберт Хуркач         | Бенжамен Бонзи     | 6 – 3, 7 – 6(7–4)         |
| 2022   | Андрей Рубльов        | Феликс Оже-Алиасим | 7 – 5, 7 – 6(7–4)         |
| 2021   | Даниил Медведев       | Пиер-Юг Ербер      | 6 – 4, 6 – 7(4–7), 6 – 4  |
| 2020   | Стефанос Циципас      | Феликс Оже-Алиасим | 6 – 3, 6 – 4              |
| 2019   | Стефанос Циципас      | Михаил Кукушкин    | 7 – 5, 7 – 6(7–5)         |
| 2018   | Карен Хачанов         | Лукас Пуи          | 7 – 5, 3 – 6, 7 – 5       |
| 2017   | Жо-Вилфрид Цонга      | Лукас Пуи          | 6 – 4, 6 – 4              |
| 2016   | Ник Кириос            | Марин Чилич        | 6 – 2, 7 – 6(7–3)         |
| 2015   | Жил Симон             | Гаел Монфис        | 6 – 4, 1 – 6, 7 – 6(7–4)  |
| 2014   | Ернест Гулбис         | Жо-Вилфрид Цонга   | 7 – 6(7–5), 6 – 4         |
| 2013   | Жо-Вилфрид Цонга      | Томаш Бердих       | 3 – 6, 7 – 6(8–6), 6 – 4  |
| 2012   | Хуан Мартин дел Потро | Микаел Льодра      | 6 – 4, 6 – 4              |
| 2011   | Робин Сьодерлинг      | Марин Чилич        | 6 – 7(8–10), 6 – 3, 6 – 3 |
| 2010   | Микаел Льодра         | Жулиен Бенето      | 6 – 3, 6 – 4              |
| 2009   | Жо-Вилфрид Цонга      | Микаел Льодра      | 7 – 5, 7 – 6(7–3)         |
| 2008   | Анди Мъри             | Марио Анчич        | 6 – 3, 6 – 4              |
| 2007   | Жил Симон             | Маркос Багдатис    | 6 – 4, 7 – 6(7–3)         |
| 2006   | Арно Клеман           | Марио Анчич        | 6 – 4, 6 – 2              |
| 2005   | Йоахим Йохансон       | Иван Любичич       | 7 – 5, 6 – 4              |
| 2004   | Доминик Хърбати       | Робин Сьодерлинг   | 4 – 6, 6 – 4, 6 – 4       |
| 2003   | Роджър Федерер        | Йонас Бьоркман     | 6 – 2, 7 – 6(8–6)         |
| 2002   | Томас Енквист         | Никола Ескюде      | 6 – 7(4–7), 6 – 3, 6 – 1  |
| 2001   | Евгени Кафелников     | Себастиен Грожан   | 7 – 6(7–5), 6 – 2         |
| 2000   | Марк Росе             | Роджър Федерер     | 2 – 6, 6 – 3, 7 – 6(7–5)  |
| 1999   | Фабрис Санторо        | Арно Клеман        | 6 – 3, 6 – 3              |
| 1998   | Томас Енквист         | Евгени Кафелников  | 6 – 4, 6 – 1              |
| 1997   | Томас Енквист         | Марсело Риос       | 6 – 4, 1 – 0 отказва се   |
| 1996   | Ги Форже              | Седрик Пиолин      | 7 – 5, 6 – 4              |
| 1995   | Борис Бекер           | Даниел Вацек       | 6 – 7(2–7), 6 – 4, 7 – 5  |
| 1994   | Марк Росе             | Арно Бьоч          | 7 – 6(8–6), 7 – 6(7–4)    |
| 1993   | Марк Росе             | Ян Симеринк        | 6 – 2, 7 – 6(7–1)         |